# Yeshe Tsogyal

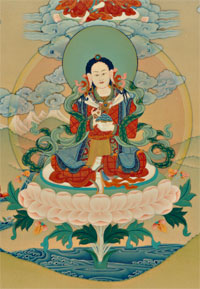
Yeshe Tsogyal.

Yeshe Tsogyal, conocida también como "Victoriosa Océano de Sabiduría", "Emperatriz Lago de Sabiduría" (Wylie: ye shes mtsho rgyal, o por su nombre sánscrito Jñānasāgara "Oceáno de Sabiduría"; o por el nombre de su clan "Dama de Kharchen"), (757–817 d. C.) es considerada como la madre del budismo tibetano.
Alguna fuentes la identifican como una de las esposas de Trisong Detsen, emperador del Tíbet. Su consorte karmamudrā principal fue Padmasambhava, un figura fundacional de la tradición Nyingma del budismo tibetano.
Es conocida por haber revelado termas (Wylie: gter ma) o textos tesoros de Padmasambhava y también por ser la escriba principal de dichos termas. Posteriormente, Yeshe Tsogyal escondió muchos de los termas de Padmasambhava de acuerdo a las instrucciones del mismo para las generaciones futuras.

## Biografía
Nacida como una princesa en la región de Kharchen, Tíbet, cerca del 777 EC, vivió por aproximadamente 99 años y es una figura notable en el budismo tibetano y un modelo a seguir para los practicantes espirituales contemporáneos. Aunque menudo se le refiere como la consorte principal de Padamasambhava, fue una maestra e instructora espiritual por derecho propio.
Con base en sus logros espirituales, las escuelas Nyingma y Kagyu del budismo tibetano reconocen a Yeshe Tsogyal como un buda femenino. Los traductores de Lady of the Lotus-Born (Señora de los nacidos del loto), el namtar -o biografía espiritual que Yeshe Tsogyal dejó como terma- observan:

Como aclara Dodrup Tenpai Nyima, los seres capaces de revelar termas deben al menos tener la realización de las practicas de la fase de perfección. Por otro lado, uno que da origen a un texto tesoro (terma) debe tener el logro supremo de la budeidad. Lady of the Lotus-Born (Señora de los nacidos del loto), es así un testimonio de la iluminación de Yeshe Tsogyal.